# Bomis
Bomis var et internetselskab grundlagt i 1996. Selskabets primære forretningsområde er salg af reklamer på søgeportalen Bomis.com. Selskabet sælger også erotiske billeder via internet.
Bomis startede Nupedia og ansatte Larry Sanger, som fik idéen til Wikipedia, mens han arbejde på Nupedia. Bomis stiller webplads og båndbredde til rådighed for disse projekter. Bomis ejede blandt andre også domænenavnet wikipedia.org, men dette og andre ting med relation til projektet, og som ikke var open source eller åbent indhold, er blevet overført til Wikimedia-fonden, der officielt blev annonceret den 20. juni 2003.
Bomis har aldrig fået tilført risikovillig kapital.
Jimbo Wales er hovedaktionær i Bomis. Mindretalsaktionærer er blandt andre Tim Shell og en "stille partner".